# Horst Kräußlich
Horst Kräußlich (* 2. August 1926 in Fürth am Berg, Oberfranken; † 16. April 2010 ebenda) war ein deutscher Tierzuchtwissenschaftler und Hochschullehrer.

## Leben
Kräußlich besuchte die Volksschule in seinem Geburtsort und legte in Coburg die Abiturprüfung ab. Nach Kriegsdienst und kurzer Gefangenschaft beendete er die landwirtschaftliche Lehre mit der Gehilfenprüfung und studierte 1948 bis 1951 Landwirtschaft an der Technischen Hochschule München in Weihenstephan mit der Prüfung als Diplomlandwirt. Es folgten eine Referendarzeit und im Jahr 1954 das 2. Staatsexamen für den höheren Landwirtschafts- und Tierzuchtdienst in Bayern. Anschließend war er fünf Jahre im Bereich des Tierzuchtamtes Passau tätig. Dabei promovierte er im Jahr 1956 an der TH München mit einem Thema über die Merinolandschafzucht zum Doktor der Agrarwissenschaften.
Ab dem Jahr 1959 war Kräußlich im Bayerischen Staatsministerium für Ernährung, Landwirtschaft und Forsten (StMELF) zunächst als Mitarbeiter und 1962 bis 1964 als Referent für Schweinezucht und Geschäftsführer des Landesverbandes Bayerischer Schweinezüchter sowie des Schweinegesundheitsdienstes beschäftigt. In diese Zeit fielen der Beginn der Umzüchtung des veredelten Landschweines auf die moderne Landrasse und der Aufbau der Schweineprüfringe in Bayern. Von 1964 bis 1970 war Kräußlich Referent für Rinderzucht, zugleich Geschäftsführer des Landesverbandes Bayerischer Rinderzüchter sowie der Arbeitsgemeinschaften (AG) der Besamungsstationen und Höhenvieh.
Dazwischen fielen Studienaufenthalte in Großbritannien bei Alan Robertson in Edinburgh zu Erkenntnissen zum Stand der Populationsgenetik und Quantitativen Genetik und in Ithaka (NY, USA) zu Fragen moderner Besamungszuchtprogramme. Als Ergebnisse folgten die Entwicklung der Zuchtwertschätzung für Milchleistungsmerkmale nach dem CC-Verfahren (Contemporary-Comparison: Vergleich gleichaltriger Stallgefährten) und 1967 ein landesweites Besamungszuchtprogramm für Bayern und Deutschland. In der AG Höhenvieh entwickelte Kräußlich ohne wesentliche Einkreuzungen das Fleckvieh zur Zweinutzungsrasse in die Richtungen als kombiniertes Milch- und Fleischrind bzw. als reines Fleischrind.
Im Jahr 1970 wurde Kräußlich an der Tierärztlichen Fakultät der Ludwig-Maximilians-Universität München (LMU) als Professor für Tierzucht Vorstand des Instituts für Tierzucht, Vererbungs- und Konstitutionsforschung, das man ab 1974 mit den Instituten für Tierhygiene und Haustiergenetik zum Institut für Tierzucht und Tierhygiene vereinigte. Der bisherige Tierzuchtlehrstuhl hieß nun Lehrstuhl für Tierzucht, Tierhaltung und Tierfütterung einschließlich Landwirtschaftslehre. Kräußlich war auch zusammen mit dem jeweiligen Dekan Leiter des Lehr- und Versuchsgutes der Fakultät in Oberschleißheim b. München. Als Schwerpunkte bearbeitete er nun die Zucht auf Gesundheit und Fruchtbarkeit als genetische Selektionsmerkmale sowie die Vererbbarkeit der Immunreaktion. Kräußlich war 1974 Gründungsmitglied der Arbeitsgemeinschaft Embryotransfer deutschsprachiger Länder. Es folgten die züchterische und wirtschaftliche Integration sowie die unblutige Durchführung des Embryotransfers beim Rind und schließlich die erste erfolgreiche Durchführung eines Gentransfers.
Nach seiner Emeritierung im Jahr 1991 befasste sich Kräußlich noch mit dem Zuchtziel beim Rind in Reinzucht und Kreuzung, der Bedeutung der Hornlosigkeit beim Fleckvieh und notwendigen Änderungen in der Struktur der Fachorganisationen. Er war an 200 Publikationen in wissenschaftlichen oder anderen Fachzeitschriften sowie an acht Buchbeiträgen beteiligt. Hervorzuheben ist sein Standardwerk über die Rinderzucht. Er betreute über 100 Doktoranden und 6 Habilitanden.

## Ehrenämter
- 1977–79 Dekan der Tierärztlichen Fakultät der LMU München
- 1970–76 Vorsitzender der Arbeitsgemeinschaft (AG) Besamungsstationen in Bayern
- 1970–76 Vorsitzender der AG Besamung der Arbeitsgemeinschaft Deutscher Rinderzüchter (ADR)
- 1979–85 Vorsitzender der Gesellschaft für Tierzuchtwissenschaften (GfT)
- 1979–85 Vizepräsident der Deutschen Gesellschaft für Züchtungskunde (DGfZ)
- 6 Jahre Mitglied des Vorstandes der Europäischen Vereinigung für Tierzucht (EAAP)
- 3 Jahre Vizepräsident der (Nachfolgeorganisation) Europäische Vereinigung für Tierproduktion (EVT)
- 1973–95 Vorsitzender der Dr. Dr. h. c. Karl-Eibl-Stiftung in Neustadt/Aisch

## Würdigung
Kräußlich hat durch seine Tätigkeit in der Tierzuchtverwaltung und in verschiedenen Gremien neue Gebiete bearbeitet und für Bayern praktisch umgesetzt. Aus diesen Erfahrungen und weiteren Untersuchungen konnte er in den 20 Jahren als Hochschullehrer noch besser die Veterinärstudenten an die tierzüchterische Theorie und Praxis heranführen und den künftigen Tierärzten die Probleme der Landwirtschaft erklären. In dieser Zeit beeinflusste er wesentlich den Übergang zur angewandten Populationsgenetik und modernen Biotechnik für beide Berufsgruppen in Deutschland und erhielt zu Recht deswegen die Hermann-von-Nathusius-Medaille der DGfZ.

## Veröffentlichungen (Auswahl)
- Erbwertermittlungen in Woll- und Körpereigenschaften an 31 Stammböcken der bayerischen Merinolandschafzucht. Diss. an der Techn. Hochschule München, Fak. für Landw., 1956
- Schweineprüfringe in Bayern, 1964
- Rinderzucht, 6., völlig neu bearb. u. erw. Aufl. (5. Aufl. unter dem Titel Rinderzucht von Wilhelm Zorn), Stuttgart : Ulmer, 1981, 562 S.
- Gentechnik in der Tierzüchtung. Mit Gottfried Brem, Martin Förster und Erhard Ratz, München 1991
- Fortschritte in der Tierzüchtung (Festschrift vom Symposium zu Ehren von Prof. Kräußlich am 4. Oktober 1991), Lehr- und Versuchsgut Oberschleißheim, hrsg. Gottfried Brem; Stuttgart : Ulmer, 648 S.
- Experimentelle Genetik in der Tierzucht : Grundlagen für spezielle Verfahren der Biotechnik. Mit Gottfried Brem und Gerald Stranzinger, Stuttgart : Ulmer, 1991
- Tierzüchtungslehre. 4. völlig neu bearb. Aufl., Hrsg. Horst Kräußlich, Stuttgart : Ulmer, 1994, 464 S.
- Tierzucht und allgemeine Landwirtschaftslehre für Tiermediziner. Mit Gottfried Brem. Stuttgart : Enke, 1997, 596 S.

## Auszeichnungen
- 1975 Max-Eyth-Denkmünze der DLG in Silber
- 1987 Ehrenzeichen der Bayerischen Tierärztekammer
- Goldene Richard-Götze-Gedenkmedaille der ADR
- „Distinguished Service Award“ der EVT
- Ehrendoktor Dr. agr. h. c. der Landw. Univ. Gödöllo, Ungarn[2]
- Ehrendoktor Dr. med. vet. h. c. der Tierärztlichen Fakultät der LMU München
- 1991 Hermann-von-Nathusius-Medaille der DGfZ[3]
- Prof.-Dürrwaechter-Preis des Landesverb. Bayerischer Rinderzüchter